# Lecanora margarodes
Lecanora margarodes är en lavart som först beskrevs av Gustav Wilhelm  Körber och fick sitt nu gällande namn av William Nylander. 
Lecanora margarodes ingår i släktet Lecanora och familjen Lecanoraceae. Inga underarter finns listade i Catalogue of Life.